# محلول رينغر اللاكتاتي
محلول رينغر اللاكتاتي  (بالإنجليزية: Lactated Ringer's solution)‏ أو محلول رينغر الأسيتاتي (Acetated Ringer's solution). هو محلول إِسْوِيُّ التوتر مع الدم، ومعد لإعطائه عبر الوريد، ويمكن أن يُعطى أيضاً تحت الجلد.